# Orazio de Ferrari
Pour les articles homonymes, voir De Ferrari et Ferrari.
Orazio de Ferrari (Voltri, 1606-1657) est un peintre italien baroque de l'école génoise.

## Biographie
Il est un des élèves de Giovanni Andrea Ansaldo et portant le même nom que Giovanni Andrea de Ferrari et Gregorio de Ferrari, peintres génois.
Il travailla beaucoup pour les princes de Monaco.
Il fut fait chevalier de l'ordre de Saint-Michel par le roi de France en 1652.
Étant mort de la peste, ses dessins restés dans son atelier, furent sans doute brûlés pour éviter la propagation de cette maladie.

## Œuvres
- L'Adoration des mages
- Circoncision, église de Diano Marina
- Déploration du Christ, Santo-Pietro-di-Tenda, Corse
- Le Sacrifice d'Abraham, musée du Louvre, Paris
- Fresques dans la chapelle et dans plusieurs pièces du palais royal de Monaco
- Toile au baptistère de San Remo
- Adoration de bergers, retable de l'église Saint-Joseph, Menton
- Crucifixion avec Marie-Madeleine, la Vierge et saint Jean, église Saint-Michel, Menton
- Trois toiles sur l'origine de la Sainte Face, église de Saint Barthélémy des Arméniens, Gênes
- Madone au trône et deux saints, Montale, frazione de Levanto
- Le tableau reproduit dans cet article: Le Christ et la femme adultère n'est pas cité dans le catalogue raisonné de l'artiste publié par Piero Donati en 1997.